# Amida decemmaculata
Amida decemmaculata – gatunek chrząszcza z rodziny biedronkowatych i podrodziny Coccinellinae.
Gatunek ten został opisany w 2000 roku przez Yu Guoyue na podstawie pojedynczej samicy odłowionej w 1981 roku w Nanjingli.
Chrząszcz o krótko owalnym ciele długości 3,8 mm i szerokości 2,9 mm. Wierzch ciała białawożółty z czarnymi oczami i pięcioma czarnymi kropkami na każdej z pokryw, ustawionymi w poprzecznych rządkach liczących kolejno: 2, 2 i 1 plamkę. Narządy gębowe, odnóża i spód ciała żółte. Brak znaków na przedpleczu. Odległość między nimi zbliżona do ich szerokości. Niekompletne linie zabiodrzy sięgają do ⅔ długości sternitu. Odnóża o smukłych, niewyraźnie zakrzywionych goleniach.
Owad znany tylko z Junnanu w Chinach.